# 卡夏纳泰尔梅-拉里

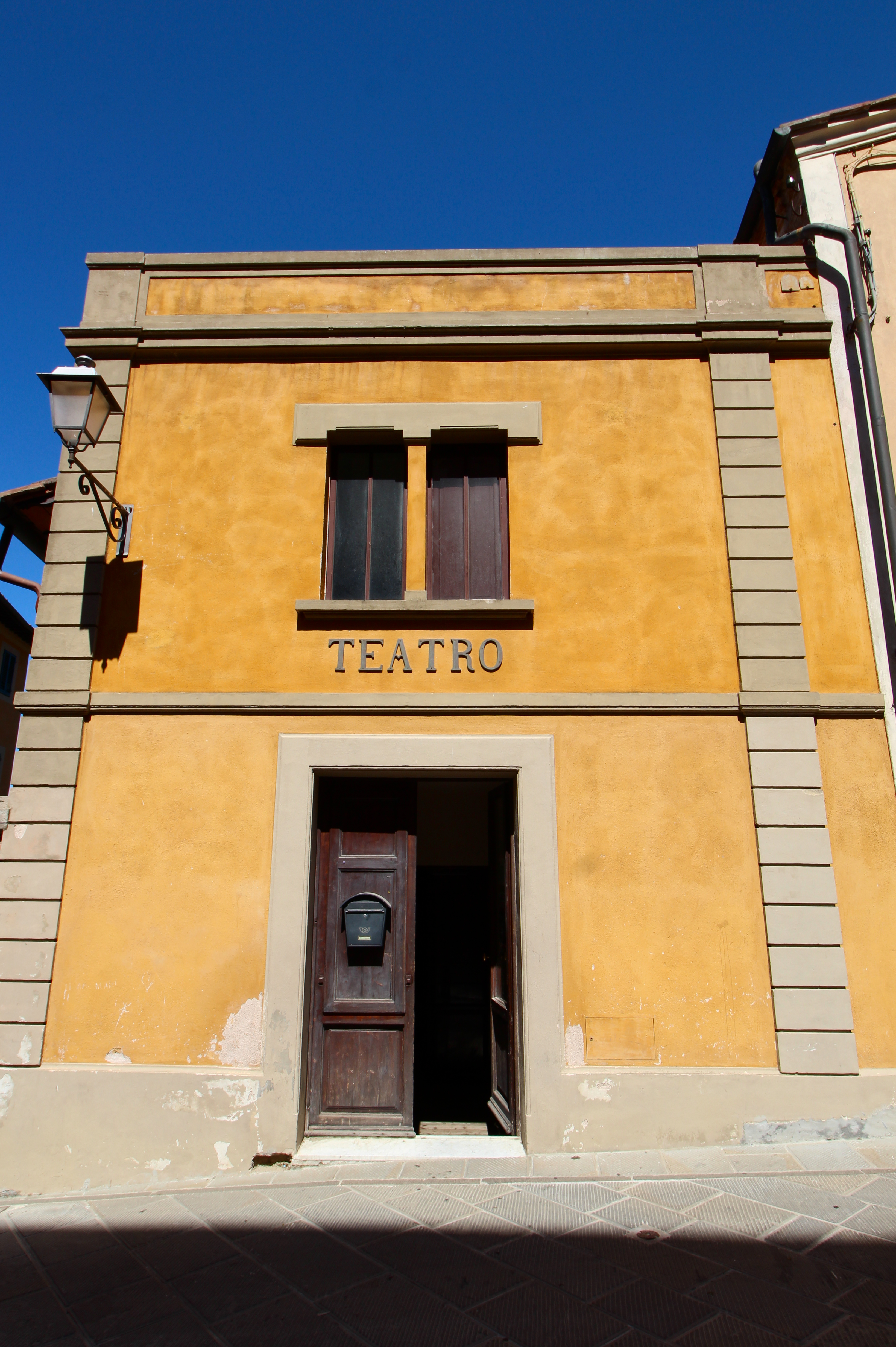
拉里剧院

卡夏纳泰尔梅-拉里（義大利語：Casciana Terme Lari）是意大利托斯卡纳大区比薩省的市镇，位于佛罗伦萨西南约60公里、比萨东南约30公里处。市镇面积为81.4平方公里，2017年人口数量为12,436人。
该市镇设立于2014年1月1日，由卡夏纳泰尔梅和拉里两市镇合并而成。市镇下分为12个分区。行政中心为拉里。